# Мажула Марина Анатоліївна
Марина Анатоліївна Мажула (24 квітня 1983) — українська спортсменка із параканое, призер Літніх Паралімпійських ігор, п'ятиразова чемпіонка світу, чотириразова чемпіонка Європи. Заслужений майстер спорту України.
У серпні 2021 року здобула срібну медаль на Паралімпіаді-2020 у Токіо. Вона зуміла показати результат у 54,805 секунди у веслуванні на байдарці-одиночці у відповідному класі KL1. Українка поступилася лише німкені Надін Мюллер 0,847 секунди.

## Державні нагороди та відзнаки
- Орден «За заслуги» III ст. (16 вересня 2021) — за  значний особистий внесок у розвиток паралімпійського руху, досягнення високих спортивних результатів на XVI літніх Паралімпійських іграх у місті Токіо (Японія), виявлені самовідданість та волю до перемоги, утвердження міжнародного авторитету України[1]